# Кризис в Панкисском ущелье
Кризис в Панкисском ущелье — политический кризис в начале 2000-х, разгоревшейся вокруг Панкисского ущелья, где наращивали своё присутствие Аль-Каида и различные экстремистские группировки Кавказа.

## Ход событий
В 1990-х и начале 2000-х годов влияние исламистских группировок на Кавказе достигло своего пика. В это время известный иорданский террорист Абу Мусаб аз-Заркави решил перебраться в Панкисское ущелье, откуда он мог бы также попасть в Чечню, где имелось сильное присутствие «Аль-Каиды». После этого правительства России и США начали оказывать давление на Грузию, чтобы та зачистила регион от террористов, но никаких активных действий грузинское руководство не совершало. К октябрю 2002 года в Грузии уже насчитывалось несколько десятков арабских боевиков.
Тем временем боевики из «Аль-Каиды» угнали машину чеченских боевиков, убив водителя, захватив неизвестное количество комбатантов. Только после этого Грузия приступила к более решительным действиям. 3 сентября 2003 года президент Эдуард Шеварднадзе заявил, что силы безопасности Грузии установили полный контроль над Панкисским ущельем. В конце октября Грузия направила в регион 1000 полицейских и военнослужащих безопасности, создав контрольно-пропускные пункты и пообещав навести порядок. Позднее Грузия заявила, что планируют наращивать количество пограничных войск около Чечни и Ингушетии. Россия обвинила Грузию в сотрудничестве с чеченскими боевиками и содействии им при пересечении грузино-российской границы.
Фактически операция в ущелье была завершена ещё в 2003 году, однако Грузия начала вывод внутренних войск из региона в январе 2005 года.

## Химическое оружие
В 2003 году десятки жителей Северной Африки (в основном алжирцы), которые подозревались в создании химического оружия, были пойманы совместными усилиями правоохранительных органов Великобритании, Франции и Испании. Полициям четырёх стран удалось выяснить, что в создании, а также в транспортировке, химического оружия замешен Абу Мусаб аз-Заркави и чеченские боевики. Предполагалось, что из Панкисского ущелья, наводнённого радикалами, боевые отравляющие вещества поступали в Ирак, однако доказательств этому не было найдено. После проведения операции в Панкисском ущелье было обнаружено несколько лабораторий «Аль-Каиды», где производился рицин, один из видов химического оружия.